# Little Green Bag (álbum)
Little Green Bag es el nombre de primer álbum de estudio, perteneciente al grupo de pop rock, originario de Holanda, (Países Bajos); George Baker Selection. La canción homónima; fue un éxito en los charts musicales del todo el mundo. También contiene una versión pop, del clásico folk country «I'll Be Your Baby Tonight», del cantautor estadounidense Bob Dylan.

## Versión en neerlandés
- Todas las canciones fueron escritas por Han Bouwens, excepto las que indiquen

| N.º | Título                                       | Duración |  |
| 1.  | «Little Green Bag (Jan Viser, Hans Bouwens)» | 04:20    |  |
| 2.  | «Winter Time»                                | 02:07    |  |
| 3.  | «Funny Girl»                                 | 03:00    |  |
| 4.  | «The Prisoner»                               | 04:48    |  |
| 5.  | «Road Of Peace»                              | 02:56    |  |
| 6.  | «Pancake 6»                                  | 02:50    |  |
| 7.  | «Dear Ann»                                   | 03:04    |  |
| 8.  | «Impressions»                                | 03:30    |  |
| 9.  | «I Wanna Love You»                           | 02:50    |  |
| 10. | «Have Another Drink»                         | 03:22    |  |
| 11. | «I'll Be Your Baby Tonight (Bob Dylan)»      | 04:09    |  |
| 12. | «Goodbye»                                    | 04:00    |  |

## Versión internacional
- Todas las canciones fueron escritas por Han Bouwens, excepto las que indiquen.

| N.º | Título                                       | Duración |  |
| 1.  | «Little Green Bag (Jan Viser, Hans Bouwens)» | 04:20    |  |
| 2.  | «Winter Time»                                | 02:07    |  |
| 3.  | «Funny Girl»                                 | 03:00    |  |
| 4.  | «The Prisoner»                               | 04:48    |  |
| 5.  | «Road Of Peace»                              | 02:56    |  |
| 6.  | «Fly»                                        | 02:50    |  |
| 7.  | «Dear Ann»                                   | 03:04    |  |
| 8.  | «Impressions»                                | 03:30    |  |
| 9.  | «I Wanna Love You»                           | 02:50    |  |
| 10. | «Have Another Drink»                         | 03:22    |  |
| 11. | «I'll Be Your Baby Tonight (Bob Dylan)»      | 04:09    |  |
| 12. | «Goodbye»                                    | 04:00    |  |

## Créditos
- George Baker: (Guitarra eléctrica, guitarra acústica, piano y voz)
- Job Netten: (Guitarra)
- Jaques Greuter: (Órgano Hammond)
- Jan Visser: (bajo y coros)
- Hank Kramer: Saxofón
- Ton Vreedenburg: (batería)